# Elemosina

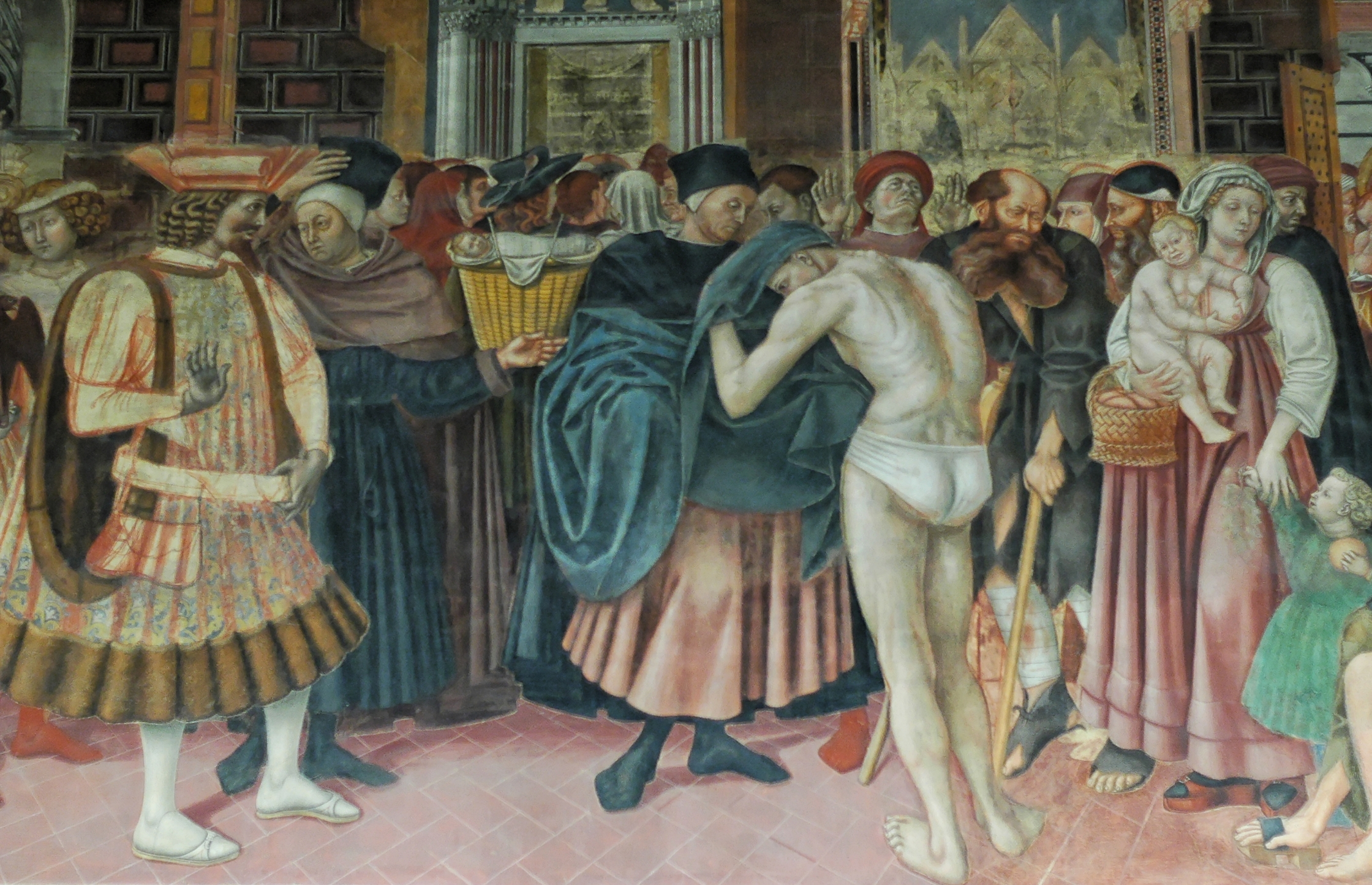
Domenico di Bartolo, Distribuzione delle elemosine, Siena, Sala del Pellegrinaio dell'Ospitale di Santa Maria della Scala

Elemosina indica l'atto gratuito di una donazione principalmente in denaro verso una persona bisognosa. L'aiuto alle persone bisognose è incoraggiato dalle maggiori religioni. In ambito cristiano, la raccolta di elemosine prende il nome di questua. Aspettare esplicitamente offerte in denaro si dice chiedere l'elemosina e con una parola sola si dice mendicare.

## Etimologia
Il termine deriva dal greco eleèo (=ho compassione), da cui attraverso l'aggettivo eléemon (=compassionevole) passò al basso latino (cristiano) eleemosyna e da lì a lingue romanze (francese aumône, spagnolo limosna, catalano almoina) e no (inglese alms, tedesco Almosen).

## Significato e implicazioni
Secondo la sociologia, l'elemosina si distinguerebbe dal dono proprio perché quest'ultimo farebbe generalmente parte di un sistema di scambio rituale o sociale che, per definizione, implica reciprocità e tende a stabilire un rapporto di parità fra i due soggetti implicati che passa attraverso il consolidarsi di un rapporto. Secondo la dottrina marxista, l'elemosina si baserebbe sulla disparità tra chi dà e chi riceve, sul piano sociale ed economico, e non si proporrebbe di stabilire alcun rapporto diretto con la persona ricevente, ma si concluderebbe nell'atto stesso della donazione, favorendo il consolidarsi di fatto delle ingiuste diversità socio-economiche. Anche intesa in un senso più ampio, essa è esclusa dalla pura dottrina liberista come atto non economico, semplicemente perché estraneo alla logica mercantile. Inoltre alcuni sociologi sottolineano che le elargizioni fatte a persone che esercitano l'accattonaggio come professione non contribuiscono all'instaurazione della giustizia sociale.

## Nelle diverse tradizioni religiose
La maggior parte delle tradizioni religiose chiede ai propri fedeli gesti di attenzione ai poveri e di condivisione della ricchezza, un'attenzione che viene indicata con termini diversi e assume anche contenuti diversi:
- nell'Antica Grecia i mendicanti e i forestieri erano considerati sotto la protezione di Zeus, che puniva chi rifiutava di accoglierli e ospitarli[2]; inoltre, nella mitologia greca e nella mitologia romana esistevano delle divinità, le Grazie, collegate alla generosità;
- nel Cristianesimo si parla di carità. In un messaggio per la Quaresima 2008[3], Papa Benedetto XVI ha sottolineato alcuni aspetti dell'elemosina cristiana: è, insieme alla preghiera e al digiuno, un impegno per il processo di rinnovamento quaresimale dei cristiani; aiuta a vincere la costante tentazione dell'idolatria del denaro; deve essere nascosta, come dice il Vangelo, e non mettere in evidenza noi stessi; non è semplice filantropia, ma espressione concreta della carità cristiana; suggerisce, come dice la Scrittura, che c'è più gioia nel dare che nel ricevere; può avere come frutto anche il perdono dei peccati, perché avvicinandoci agli altri ci avvicina a Dio; educa alla generosità dell'amore, in quanto il vero amore è quello che dona tutto se stesso; ci aiuta a seguire l'esempio di Gesù fattosi povero per arricchirci della sua povertà, ed è quindi un mezzo per approfondire la nostra vocazione cristiana; ha valore solo in quanto ispirata dall'amore; allena spiritualmente, per crescere nella carità e riconoscere nei poveri Cristo stesso; con essa regaliamo un segno del dono più grande che è la testimonianza di Cristo. Nel Codice di diritto canonico del 1983, la Chiesa cattolica dispone che i fedeli hanno l'"obbligo di promuovere la giustizia sociale, come pure, memori del comandamento del Signore, di soccorrere i poveri con i propri redditi" (can. 222 §2): diritti e doveri derivano dall'incorporazione alla Chiesa di Cristo col battesimo (c. 204 e 96) che comporta una eguaglianza dei cristiani nella dignità e nelle opere[4];
- nell'Ebraismo ha un'attinenza con tzedakà (in ebraico צדקה‎?), parola che tradotta letteralmente significa "giustizia" e viene comunemente usata per significare carità;[5]
- l'Islam mette la zakat tra i suoi pilastri, anche se si tratta di un'elemosina obbligatoria al fine di fruire della propria ricchezza dopo averla, grazie a essa, "purificata"; accanto alla zakat (analoga alla decima che era in uso nell'ebraismo e nel cristianesimo) esiste una forma volontaria di elemosina chiamata saddka;
- il Bahaismo prevede l'huqúqu'lláh, un'offerta da parte dei fedeli i cui proventi sono utilizzati per scopi di filantropia e promozione religiosa;
- nel Buddismo tale pratica assume il nome di Brahmsta. L'elemosina verso i monaci è un dovere spirituale per i laici buddhisti[6], mentre quella verso i bisognosi è un modo di esprimere la compassione, virtù importante per un buddhista; l'elemosina aiuta a superare l'attaccamento ai beni materiali e a conseguire meriti spirituali, ma deve essere fatta senza autocompiacimento né desiderio di ricompense;
- nell'Induismo prende il nome di dānā ed è uno degli aspetti che caratterizzano una vita virtuosa.

## Nel Nuovo Testamento
Nel Nuovo Testamento le opere di carità sono considerate un dovere e virtuose solo se non vengono compiute per essere ammirati dagli altri (Matteo 6,1). Gesù sottolinea l'importanza dell'amore del prossimo che sta a fondamento dell'elargizione esteriore dell'elemosina (Luca 11,37-41). In un altro episodio afferma che l'importo dell'elemosina, seppure volontaria, è proporzionale alla ricchezza posseduta (Luca 21,1-4). Lo stesso dare dovrebbe essere percepito come un atto d'amore piacevole e non un come un peso morale (Matteo 25,45. 
La condivisione dei beni di proprietà era praticata dalla Chiesa primitiva (Atti 4,32-37).

## Iconografia

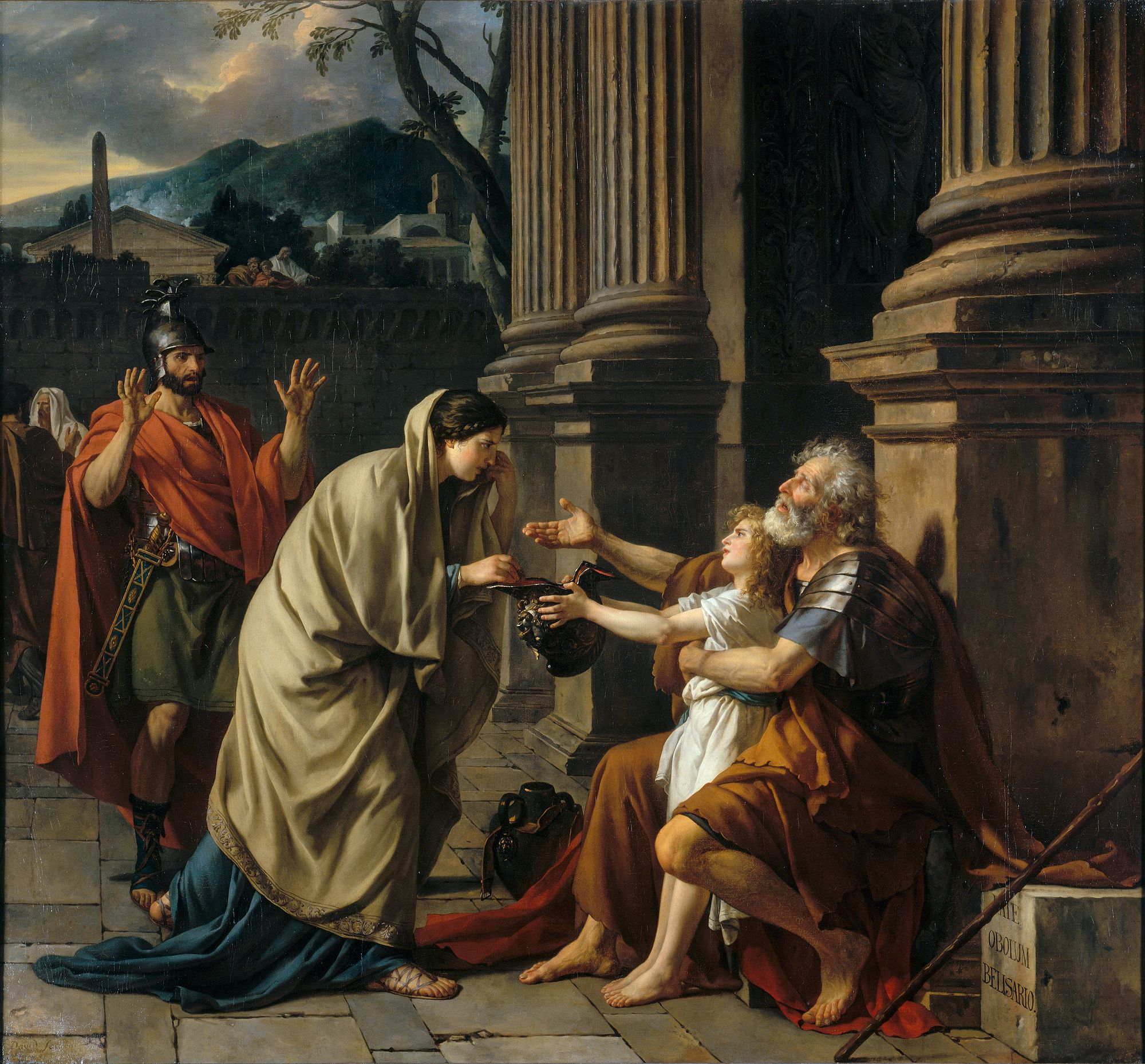
Jacques-Louis David: Il vecchio Belisario chiede l'elemosina a Porta Pinciana
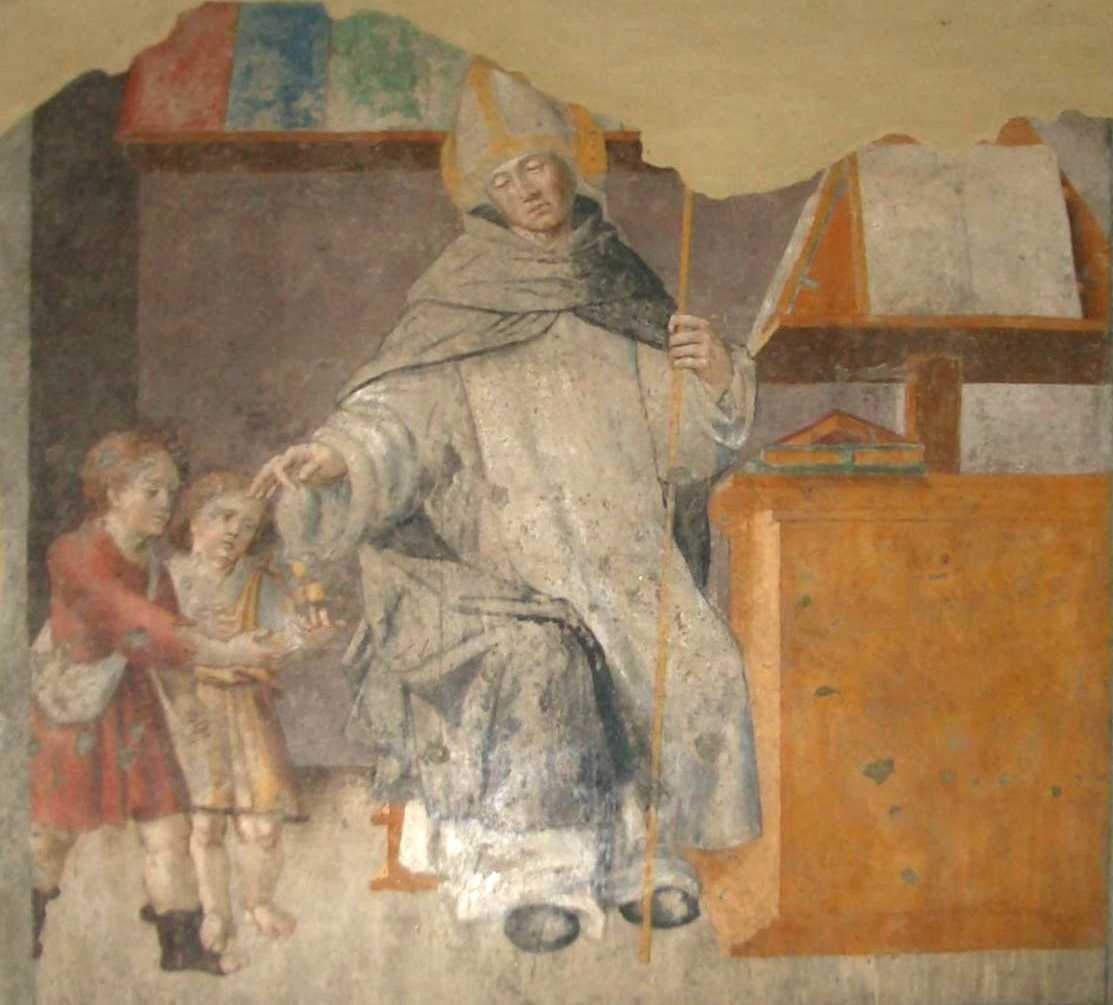
Giovanni Martino Spanzotti: Elemosina di San Domenico
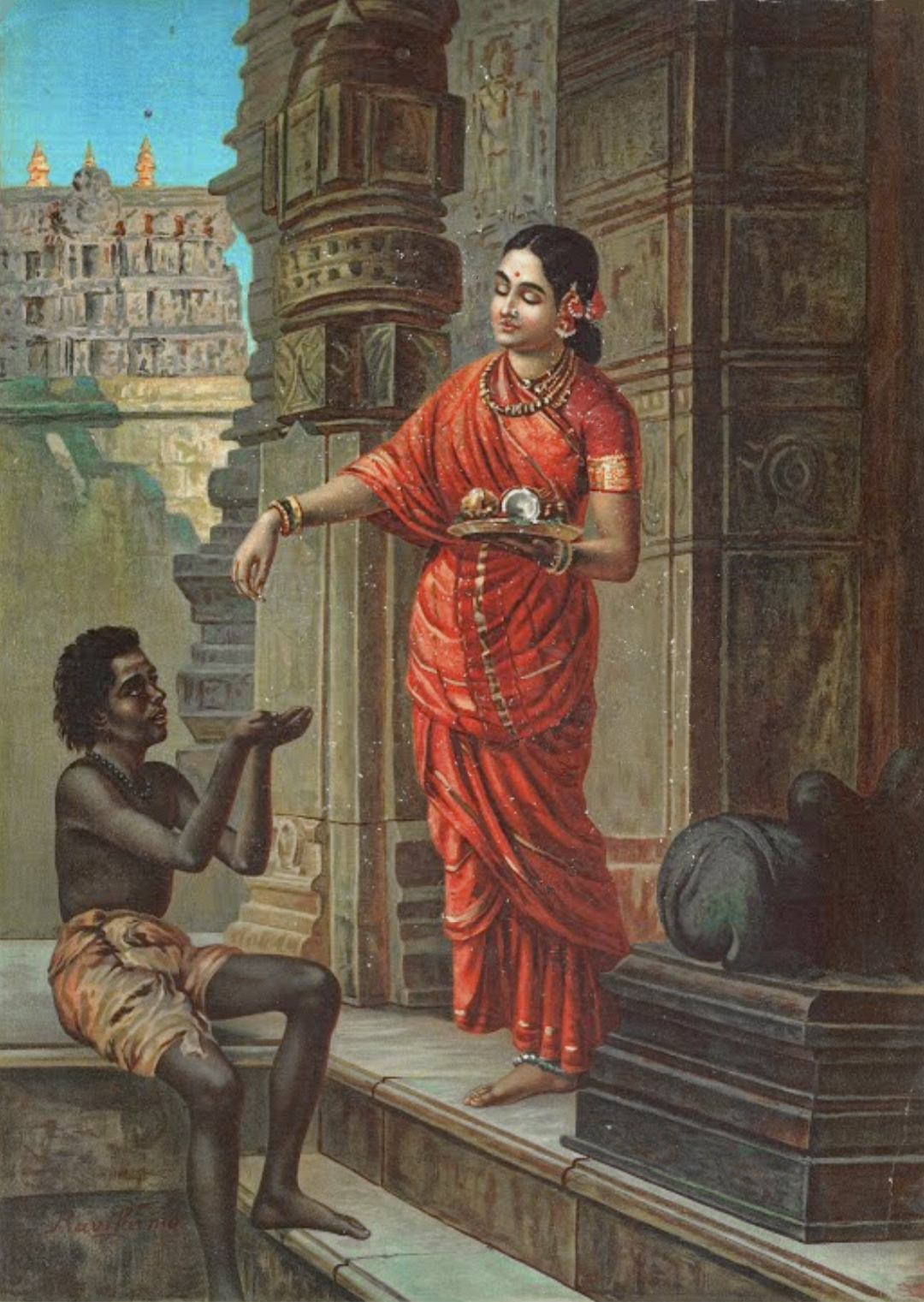
Ravi Varma: Elemosina in India
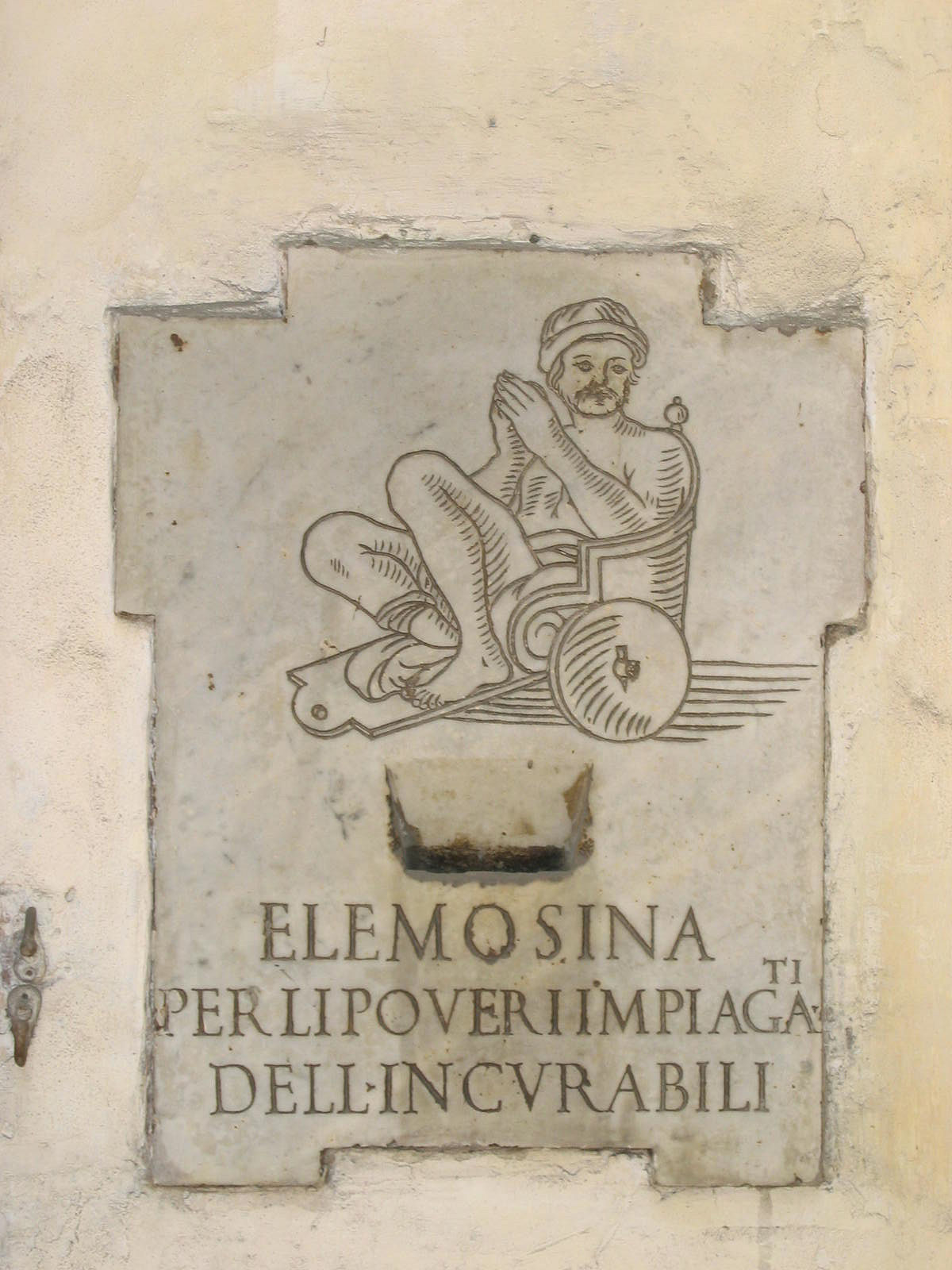
Elemosiniera a Santa Maria in Porta Paradisi (Roma)
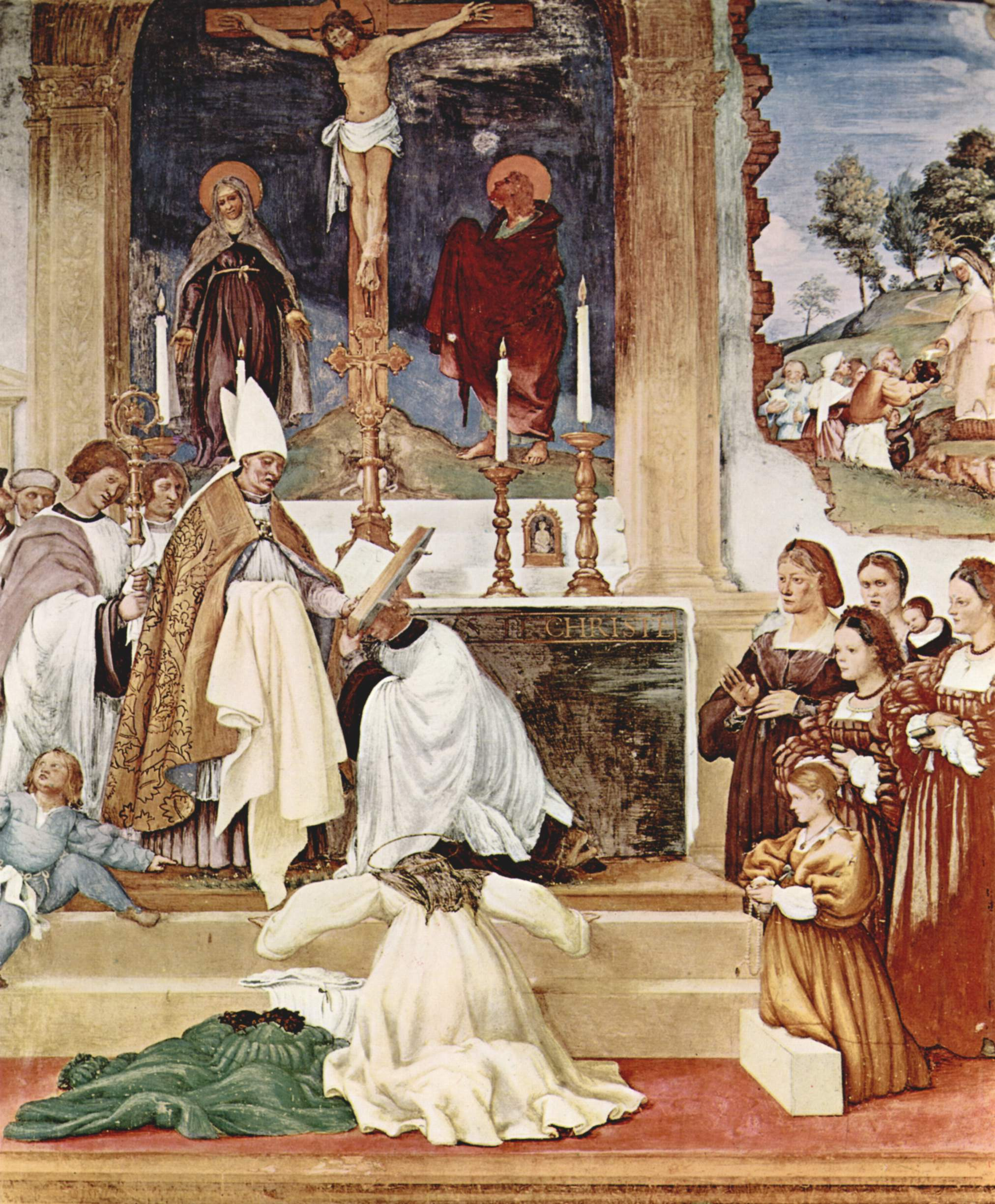
Lorenzo Lotto:Vestizione ed elemosina di santa Brigida
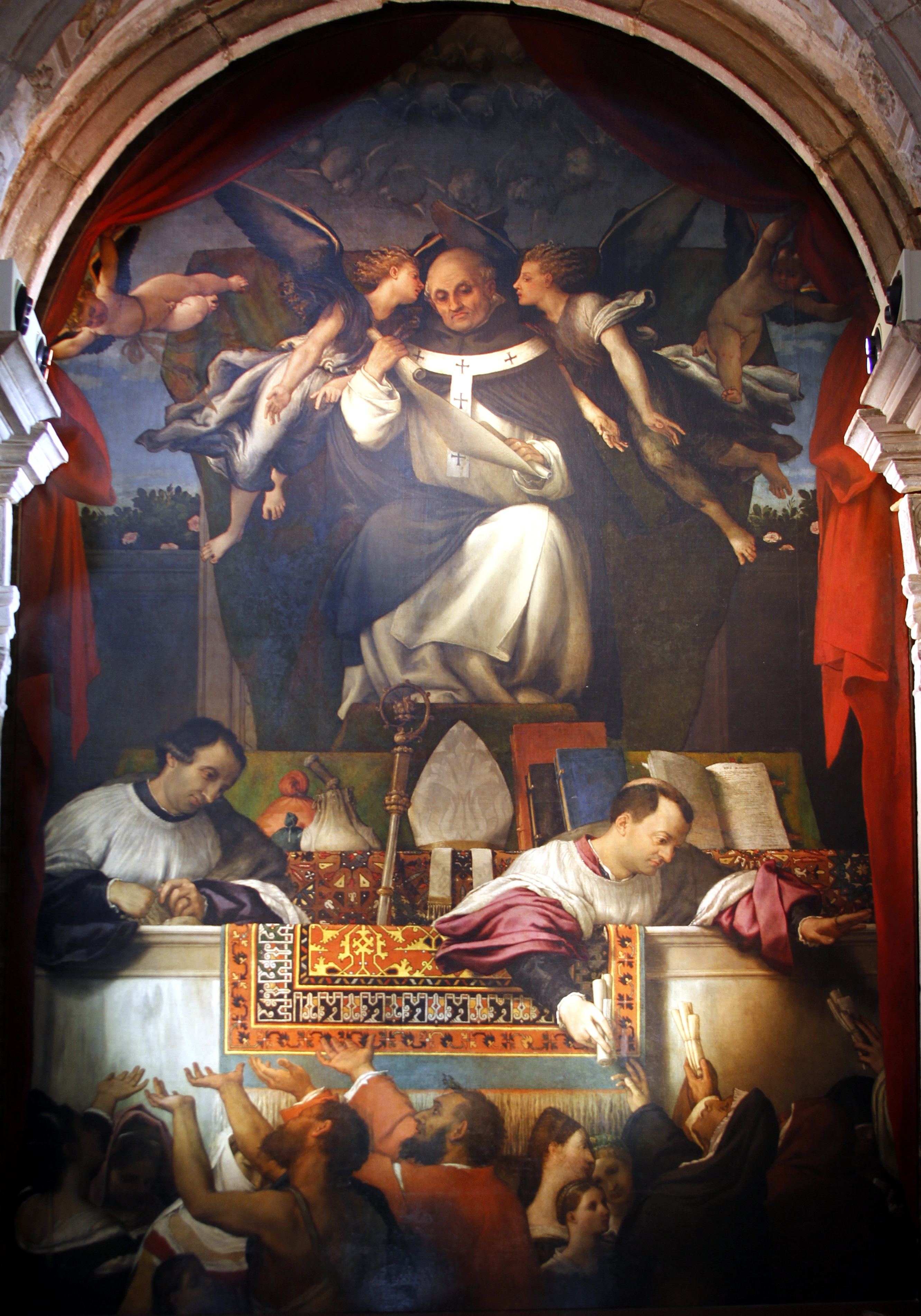
Lorenzo Lotto: L'elemosina di Sant'Antonio